# Helmut Grassl
Helmut Grassl, född 8 juli 1960, är en svensk före detta alpin skidåkare. Han vann SM-guld i störtlopp 1979, tävlande för Karlskoga SLK, och 1982, då för Sunne AK. 
Han flyttade 1977 från Karlskoga till Sunne, där han sedan dess varit bosatt. Sedan 1996 är han anställd vid Stjerneskolan gymnasium i Torsby och arbetar där med att undervisa i alpin skidåkning. 
Grassls syster Christina vann också SM-guld i störtlopp 1982 och en av hans döttrar, Paulina, blev juniorvärldsmästarinna i slalom 2010.